# Państwa Szanów
Państwa Szanów – księstwa (później protektorat brytyjski) zajmujące obszary dzisiejszej Mjanmy (Birmy), Junnanu w Chinach, Laosu i Tajlandii od końca XIII w. aż do połowy wieku XX. Określenie „Państwa Szanów” było użyte po raz pierwszy w okresie brytyjskich rządów kolonialnych w Birmie dla geopolitycznego oznaczenia pewnych obszarów kraju (nazywanych oficjalnie Sfederowanymi Stanami Szanów, odpowiadających dzisiejszym stanom Szan i Kaja). W niektórych sytuacjach używano określenia Syjamskie Państwa Szanów w odniesieniu do Lanna (północna Tajlandia) oraz Chińskie Państwa Szanów w stosunku do szańskich regionów w południowym Junnanie, takich jak Xishuangbanna.

## Opis
Pierwsze państwa Szanów zaczęły powstawać w obrębie dzisiejszych granic Mjanmy w okresie Królestwa Paganu na obszarze wyżyn Szan i Kaczin, a proces ten przyspieszył po upadku Paganu pod naporem Mongołów w roku 1287. Szanowie, którzy przybyli wraz z Mongołami, pozostali i szybko zaczęli dominować na większości obszaru północno-wschodniej Birmy – począwszy do położonych na północy terenów dzisiejszego stanu Czin, poprzez północno-zachodnie ziemie zajmowane obecnie przez prowincję Sikong, aż do współczesnej Wyżyny Szan na wschodzie. Nowo powstałe państwa Szanów miały charakter wieloetniczny, obejmując poza Szanami znaczną liczbę mniejszości, w tym Czinów, De’angów, Pao, Kaczinów i Birmańczyków. Najpotężniejszymi spośród tych państw były Mohnyin i Mogaung znajdujące się na terenie obecnego stanu Kaczin, a w dalszej kolejności Theinni, Thipaw, Momeik i Kyaingdôn zajmujące północną część współczesnego stanu Szan.
W okresie od XIII w. do XVI w. Państwa Szanów były siła dominującą w polityce Górnej Birmy. Najsilniejsze spośród nich – Mogaung, Mohnyin i Theinni – stale najeżdżały ten region. W roku 1364 Mogaung spowodowało upadek królestw Sikongu i Pinya. Konfedarcja Państw Szanów pod wodzą Mohnyin podbiła w roku 1527 królestwo Ava i sprawowała władzę nad Górną Birmą aż do roku 1555.
Mimo wszystko, Państwa Szanów były zbyt rozdrobnione, aby oprzeć się wkraczającym na scenę większym sąsiadom. Na północy Chiny dynastii Ming anektowały w roku 1380 dzisiejszy Junnan, łamiąc ostateczny opór Szanów w latach 40. XV w. Na południu Birmańczycy podbili w roku 1557 wszystkie Państwa Szanów, które będą później znane pod nazwą Birmańskich Państw Szanów. Chociaż od tego czasu Państwa Szanów stały się zależne od birmańskich królestw z doliny rzeki Irawadi, szańscy saopha (wodzowie) zachowali duży zakres autonomii.
Pod rządami brytyjskiej administracji kolonialnej Sfederowane Państwa Szanów składały się z nominalnie suwerennych jednostek, z których każdą władał miejscowy monarcha, ale całością administrował jeden brytyjski komisarz. Po odzyskaniu przez Mjanmę niepodległości w roku 1948, Sfederowane Państwa Szanów zostały przekształcone w stany Szan i Kaja wchodzące w skład Unii Birmy i mające prawo do wystąpienia z niej. Jednak rząd wojskowy Ne Wina zlikwidował Państwa Szanów wraz z dziedzicznymi prawami saopha w roku 1962.

## Historia

### Powstawanie państw
Pierwsze państwa Szanów zaczęły powstawać w obrębie granic dzisiejszej Mjanmy w okresie Imperium Paganu. Pierwsze większe państwo Szanów powstało w roku 1215 w Mogaung, a następne w 1223 r. w Mong Nai. Była to część większej tajskiej migracji, która doprowadziła też do powstania Królestwa Ahom w roku 1229 i Królestwa Sukhothai w 1253 r. Migracja Szanów przyspieszyła po pokonaniu Paganu przez Mongołów w roku 1287. Szanowie, którzy przybyli wraz z Mongołami, pozostali i szybko zaczęli dominować na większości obszaru północno-wschodniej Birmy – od północno-zachodnich ziem obecnej prowincji Sikong, aż do współczesnej Wyżyny Szan. Nowo powstałe państwa Szanów miały charakter wieloetniczny, obejmując poza Szanami znaczną liczbę mniejszości, w tym Czinów, De’angów, Pao, Kaczinów i Birmańczyków.

### Państwa członkowskie
Większość Państw Szanów była małymi księstwami zorganizowanymi wokół głównego miasta danego regionu. Prowadziły one skomplikowaną grę składając hołd silniejszym państwom, czasem kilku jednocześnie. Mniejsze państwa, takie jak Kale, Banmaw, Nyaungshwe, Mobye, składały hołd silniejszym, takim jak Mohnyin, Mogaung i Theinni. Największe spośród Państw Szanów płaciły z kolei daninę większym sąsiadom, takim jak Królestwo Ava i Chiny.
Lista największych państw Szanów.
- Banmaw
- Kale
- Kyaingdôn
- Mobye
- Mogaung
- Mohnyin
- Momeik
- Mongpawng
- Mone
- Nyaungshwe
- Theinni
- Thipaw

### Konfederacja Państw Szanów

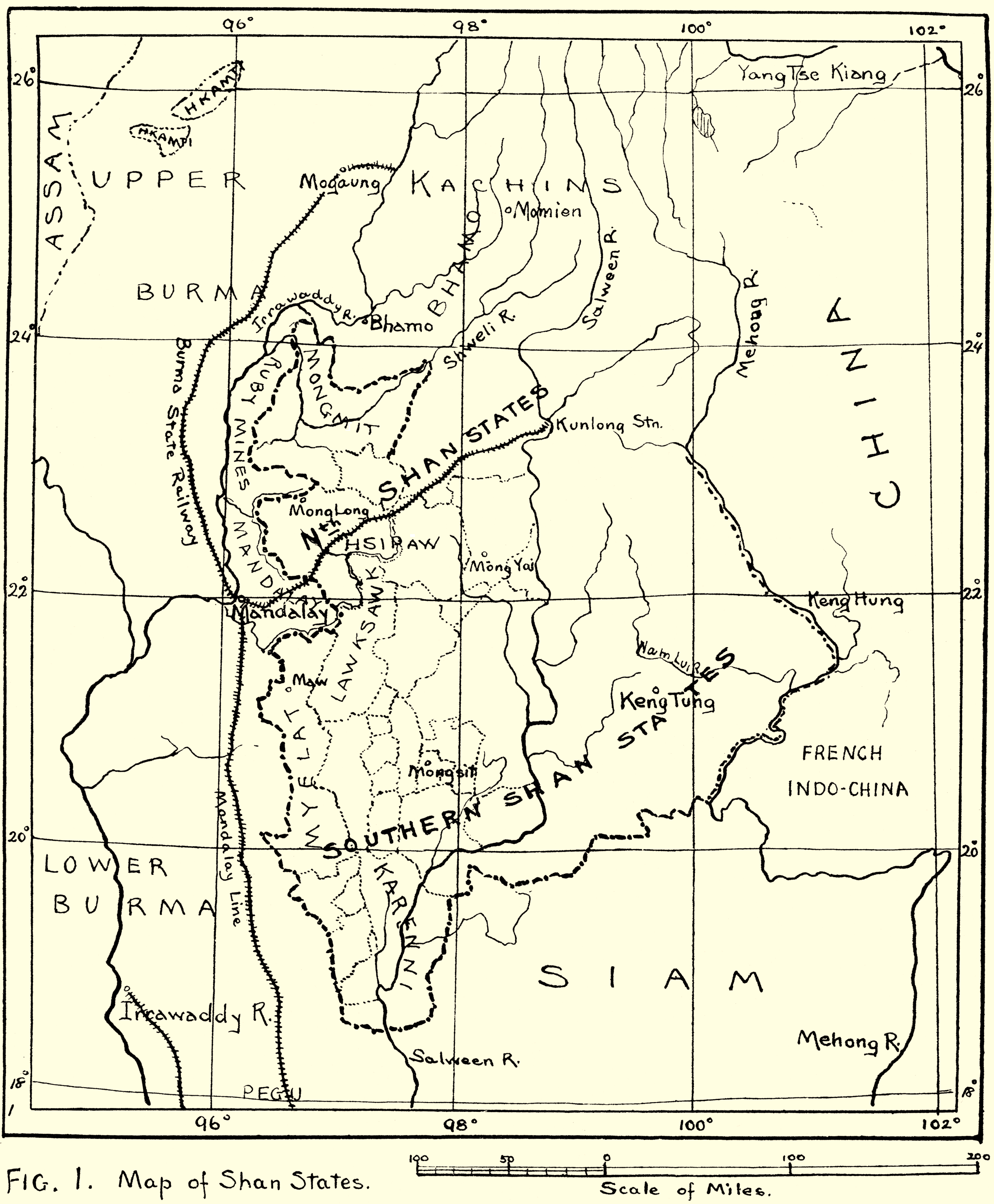
Birmańskie Państwa Szanów ok. 1917

Konfederacja Państw Szanów była grupą państw szańskich, która w roku 1527 podbiła królestwo Ava i rządziła Górną Birmą do 1555 r. Początkowo w skład Konfederacji wchodziły Mohnyin, Mogaung, Banmaw, Momeik i Kale. Na jej czele stanął Sawlon, władca Mohnyin. Siły Konfederacji najeżdżały Górną Birmę przez cały początek XVI w. (1502–1527) i stoczyły serię wojen z królestwem Ava i jego sojusznikiem – szańskim państwem Thipaw. Ostatecznie Konfederacja pokonała królestwo Ava w 1527 r., a jego tron zajął najstarszy syn Sawlona Thohanbwa. Thipaw i jego wasale, Nyaungshwe i Mobye, przystąpiły do Konfederacji.
Powiększona w ten sposób Konfederacja rozciągnęła swoją władzę do Pyain pokonując w roku 1533 swojego niegdysiejszego sojusznika, Królestwo Pyain. Do ataku na Pyain skłoniło Sawlona przekonanie, że były sojusznik nie udzielił mu wystarczającego wsparcia w jego wojnie z Ava. Po zakończeniu wojny przeciw Pyain Sawlon został zamordowany przez swych własnych ministrów, co spowodowało próżnię na szczycie władzy. Chociaż jego syn Thohanbwa w naturalny sposób próbował objąć przywództwo Konfederacji, nigdy nie został przez innych saopha w pełni uznany za pierwszego pośród równych.
Luźna konfederacja zlekceważyła możliwość interwencji w ciągu pierwszych czterech lat wojny Taungoo-Hathawaddy (1535–1541) toczącej się w Dolnej Birmie. Nie doceniała ona powagi sytuacji aż do roku 1539, kiedy królestwo Taungoo pokonało Hanthawaddy i zwróciło się przeciw jej wasalowi – Pyain. Ostatecznie saopha podjęli wspólne działanie i w roku 1539 wysłali armię z zadaniem odbicia Pyain. Jednak połączone siły Konfederacji nie zdołały utrzymać miasta podczas kolejnego ataku Taungoo w 1542 r.
W roku 1543 birmańscy ministrowie zamordowali Thohanbwa i osadzili na tronie Ava Hkonmainga, saopha Thipaw. Dowodzeni przez Sithu Kyawhtina wodzowie Mohnyin uważali, że tron Ava należy do nich, jednak w obliczu zagrożenia ze strony Taungoo zgodzili się oni niechętnie na przywództwo Hkonmainga. W 1543 r. siły Konfederacji najechały w dużej liczbie Dolną Birmę, zostały jednak odparte. W ciągu roku 1544 siły Toungoo zajęły obszar sięgający aż do Paganu. Konfederacja nie podjęła już kolejnych prób najazdów. Po śmierci Hkonmainga w 1546 r. królem Ava został jego syn Mobye Narapati, saopha Mobye. Wśród członków Konfederacji znów z pełną siłą wybuchły kłótnie. Sithu Kyawhtin ustanowił konkurencyjne w stosunku do Ava lenno w Sikongu, po drugiej stronie rzeki Irrawadi, i ostatecznie wypędził Mobye Narapati w roku 1552.
Osłabiona Konfederacja nie była w stanie stawić czoła dowodzonym przez Bayinnaunga siłom Taungoo. Bayinnaung zdobył Ava w 1555 r. i podbił wszystkie Państwa Szanów w serii kampanii wojennych przeprowadzonych w latach 1556–1557.